# Dukes of Windsor
Dukes of Windsor ist eine aus Melbourne stammende, inzwischen in Berlin lebende Indierock-/Elektroindie-Band. Vor allem bekannt wurde sie durch ihre Single It’s a War sowie den The-Others-Remix von TV Rock.

## Geschichte
Die „Dukes of Windsor“ gründeten sich in Melbourne und brachten 2005 ihre erste EP Foxhunt heraus. Ihr Debütalbum The Others, produziert von Jonathan Burnside (unter anderem Nirvana, Faith No More) kam 2006 heraus. Danach tourte Dukes of Windsor intensiv in Australien. Der TV-Rock-Remix von The Others, der Single vom gleichnamigen Album, erreichte in den ARIA Charts die Top 10 und war in den Aria Dance Charts drei Monate auf Platz 1; er wurde mit Gold ausgezeichnet (ca. 50.000 verkaufte Tonträger in Australien).
Im selben Jahr spielten Dukes of Windsor bei den MTV Australian Music Video Awards in Sydney. Das zweite Album Minus erschien bei Island Records Ende 2008 in Australien. Ende 2009 zog die Band nach Berlin, unterschrieb einen Vertrag mit Motor Music und brachte daraufhin It’s a War, ein Album bestehend aus Songs von Minus und The Others heraus sowie die Kitchen EP, eine Platte mit Akustikversionen einiger ihrer Songs.

## Diskografie
- Foxhunt (2005; Dukes of Windsor), EP, nur Australien
- The Others (2006; Dukes of Windsor), nur Australien (AU: Gold)[1]
- Minus (2008; Island Records), nur Australien
- It’s a War (2010; Motor Music), Europa
- Kitchen EP (2010; Motor Music), Europa, nur digital